# Stromile Swift
Stromile Swift (ur. 21 listopada 1979 w Shreveport) – amerykański koszykarz, występujący na pozycjach silnego skrzydłowego lub środkowego.
W 1998 wystąpił w meczu gwiazd amerykańskich szkół średnich – McDonald’s All-American oraz Nike Hoop Summit. Został też wybrany najlepszym zawodnikiem amerykańskich szkół średnich stanu Luizjana (Louisiana Mr. Basketball). Zaliczono go również do I składu Parade All-American i USA Today All-USA.

## Draft
Swift został wybrany z drugim numerem draftu w 2000 roku przez drużynę Vancouver Grizzlies, która zapoczątkowała jego karierę w NBA.

## Houston Rockets
Po sezonie 2004-05, opuścił Vancouver Grizzlies i przeszedł na 4-letni kontrakt (22 mln $) do drużyny Rockets z Houston.

## Memphis Grizzlies
W 2006, został wymieniony do Memphis Grizzlies.

## New Jersey Nets
4 lutego 2008, Stromile Swift został wymieniony do New Jersey Nets za Jasona Collinsa.  W meczu przeciwko Minnesota Timberwolves, 12 lutego, zdobył punkt przez alley-oop dunk od Jason Kidd, był to jedyny mecz kiedy można było zobaczyć ich razem na boisku, ponieważ Jason Kidd, został sprzedany do Dallas Mavericks.

## Phoenix Suns
4 marca 2009 Swift stał się graczem Phoenix Suns.

## Osiągnięcia
Stan na podstawie, o ile nie zaznaczono inaczej.
NCAA
- Uczestnik rozgrywek Sweet 16 turnieju NCAA (2000)
- Zawodnik roku konferencji Southeastern (SEC – 2000 według Associated Press, wybrany wspólnie z Danem Langhi)[3]
- Zaliczony do:
  - II składu All-American (2000)
  - III składu All-American (2000 przez NABC, Associated Press)

NBA
- Uczestnik konkursu wsadów NBA (2001)

Inne
- Uczestnik meczu gwiazd chińskiej ligi CBA (2010)